# Sorval
Sorval is een plaats (freguesia) in de Portugese gemeente Pinhel en telt 88 inwoners (2001).